# Plaque de Bird's Head
La plaque de Bird's Head est une microplaque tectonique de la lithosphère de la planète Terre. Sa superficie est de 0,01295 stéradians. Elle est généralement associée à la plaque australienne. La plaque de Bird's Head tire son nom de la péninsule de Doberai ou Bird's Head peninsula en anglais qui forme l'extrémité ouest de l'île de Nouvelle-Guinée.
Elle se situe dans l'ouest de l'océan Pacifique. Elle couvre l'extrême ouest de la Nouvelle-Guinée (péninsule de Doberai), le nord des Moluques et l'est de la mer des Moluques.
La plaque de Bird's Head est en contact avec les plaques philippine, de la Sonde, de la mer des Moluques, de la mer de Banda, australienne, Maoke, Woodlark et des Carolines.
Le déplacement de la plaque de Bird's Head se fait à une vitesse de rotation de 0,302 9° par million d'années selon un pôle eulérien situé à 12° 56′ de latitude nord et 87° 96′ de longitude est (référentiel : plaque pacifique).

## Sources
- (en) Peter Bird, An updated digital model of plate boundaries, vol. 4, Geochemistry Geophysics Geosystems, 14 mars 2003 (DOI 10.1029/2001GC000252, Bibcode 2003GGG.....4.1027B, lire en ligne)